# فالنتين بانياغوا
فالنتين بانياغوا (بالإسبانية: Valentín Paniagua Corazao) (و. 1936 – 2006 م) هو سياسي، ومحاماة، ومحام من بيرو ولد في قوسقو.
تولى منصب رئيس بيرو (2000-11-22–2001-07-28) .

## التعليم
تعلم في جامعة سان ماركوس الوطنية.

## روابط خارجية
- فالنتين بانياغوا على موقع مونزينجر (الألمانية)